# District de Clèves
Pour les articles homonymes, voir Clèves (homonymie).
Le district de Clèves (en allemand : Regierungsbezirk Kleve) est un ancien district (1815-1822) de la province de Juliers-Clèves-Berg.
Son chef-lieu était Clèves.
Avec effet au 1er janvier 1822, le district de Clèves est dissous après à peine six ans et rattaché au district de Düsseldorf, et l'unique président du district, Friedrich von Erdmannsdorff (de), est transféré en la même qualité à Liegnitz.

## Divisions administratives
- Arrondissement de Clèves
- Arrondissement de Dinslaken (de)
- Arrondissement de Gueldre (de)
- Arrondissement de Kempen
- Arrondissement de Rees (de)
- Arrondissement de Rheinberg (de)